# Suginami
Suginami (杉並区, Suginami-ku) est un des vingt-trois arrondissements spéciaux formant Tokyo, au Japon.

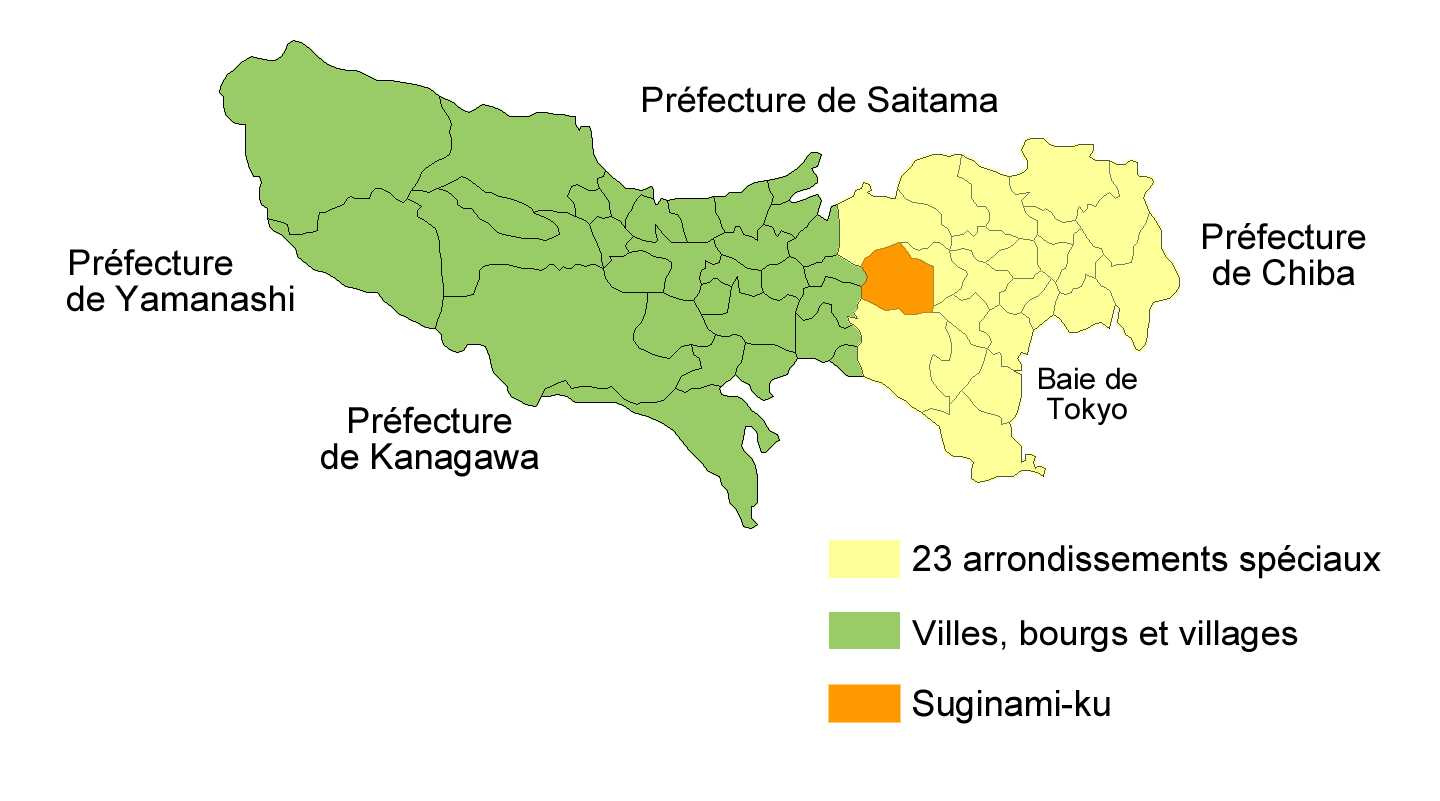
Situation de Suginami-ku (en orange) dans la préfecture de Tokyo.

L'arrondissement a été fondé le 15 mars 1947. La population de l'arrondissement est de 536 657 habitants pour une superficie de 34,02 km2 (2008).

## Quartiers

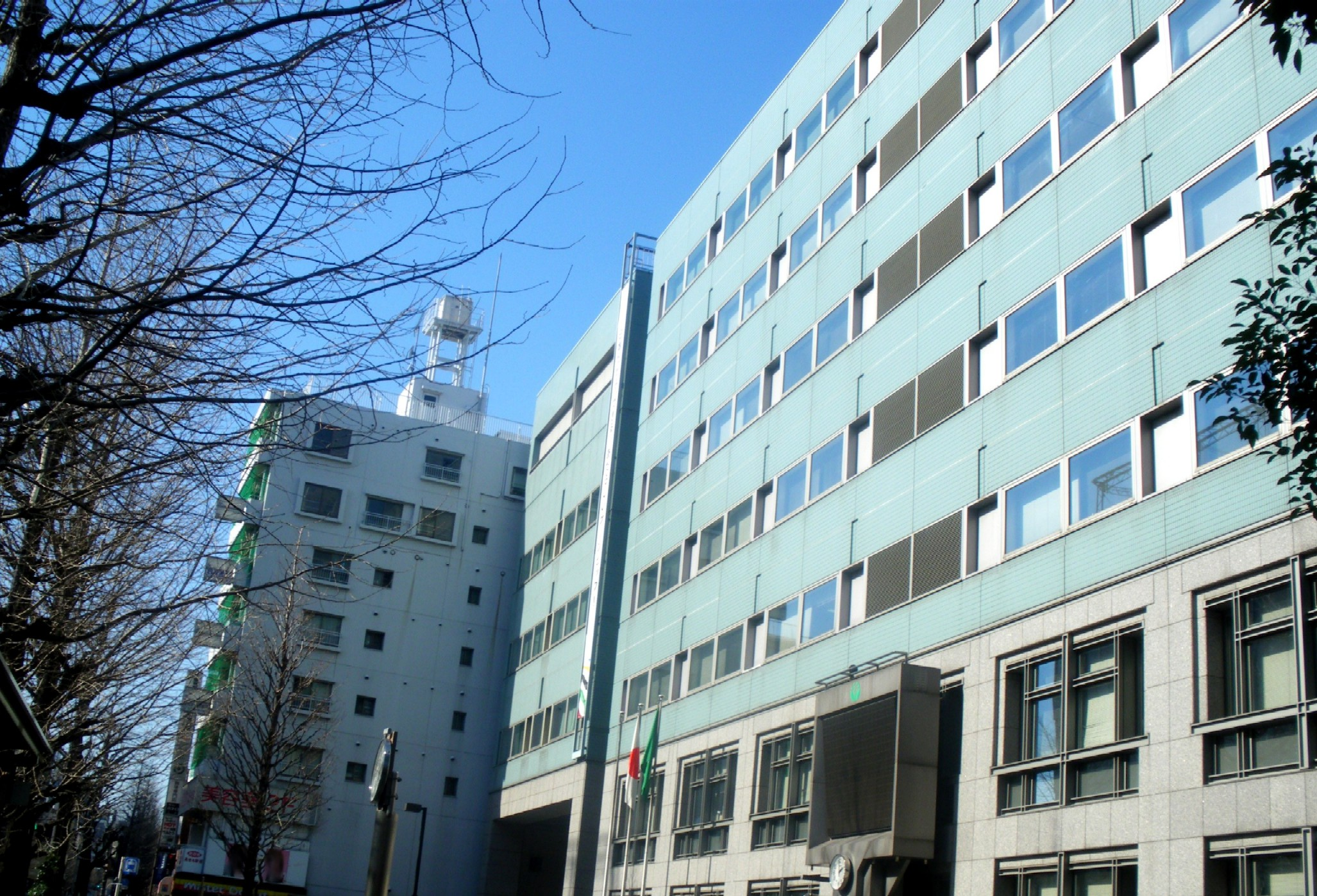
Mairie de Suginami-ku.

- Amanuma (天沼?)
- Asagaya (阿佐ヶ谷?)
- Asagaya-Kita (阿佐谷北?)
- Asagaya-Minami (阿佐谷南?)
- Eifuku (永福?)
- Hamadayama (浜田山?)
- Hon-Amanuma (本天沼?)
- Hōnan (方南?)
- Horinouchi (堀ノ内?)
- Igusa (井草?)
- Imagawa (今川?)
- Izumi (和泉?)
- Kami-Igusa (上井草?)
- Kami-Takaido (上高井戸?)
- Kamiogi (上荻?)
- Kōenji (高円寺?)
- Kōenji-Kita (高円寺北?)
- Kōenji-Minami (高円寺南?)
- Kugayama (久我山?)
- Matsunoki (松ノ木?)
- Minami-Ogikubo (南荻窪?)
- Miyamae (宮前?)
- Momoi (桃井?)
- Narita-Higashi (成田東?)
- Narita-Nishi (成田西?)
- Nishiogi-Kita (西荻北?)
- Nishiogi-Minami (西荻南?)
- Nishi-Ogikubo (西荻窪駅?)
- Ogikubo (荻窪?)
- Ōmiya (大宮?)
- Shimizu (清水?)
- Shimo-igusa (下井草?)
- Shimo-Takaido (下高井戸?)
- Shōan (松庵?)
- Takaido-Higashi (高井戸東?)
- Takaido-Nishi (高井戸西?)
- Umezato (梅里?)
- Wada (和田?)
- Zenpukuji (善福寺?)

## Tourisme

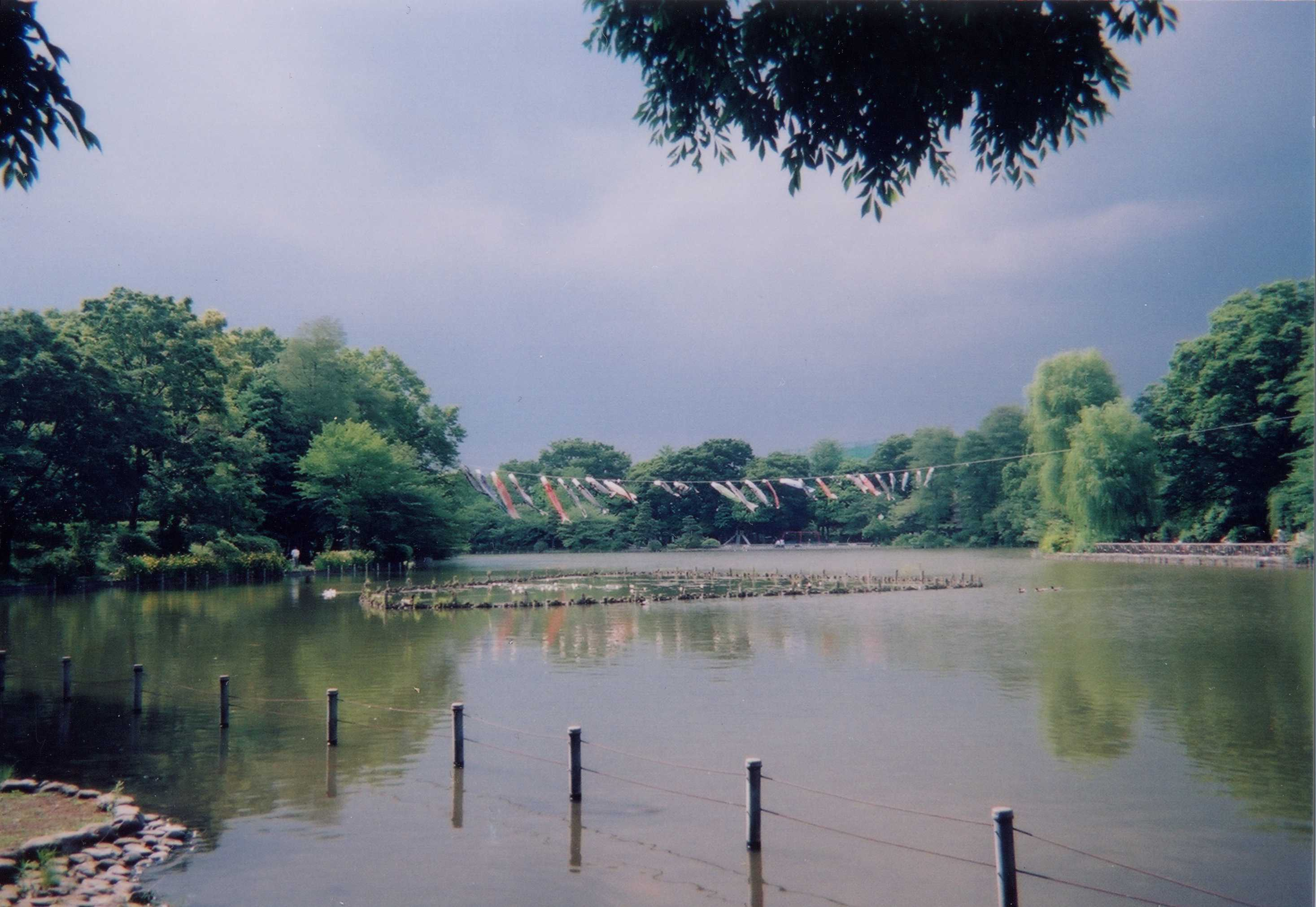
Parc Zenpukuji.

Dans le livre Totoro no sumu ie (トトロの住む家, « La maison où vit Totoro », 1991), Hayao Miyazaki a présenté une maison du quartier d'Asagaya comme « la maison où Totoro aurait adoré vivre ». Construite en 1924, elle est alors devenue célèbre auprès des fans du film Mon voisin Totoro. Brûlée en 2009, elle fut reconstruite en 2010 selon des plans de Miyazaki, au sein d'un parc.
On y trouve également le musée de l'Animation Suginami présentant une chronologie de l'animation japonaise et des ateliers créatifs.

## Transport ferroviaire
- JR East :

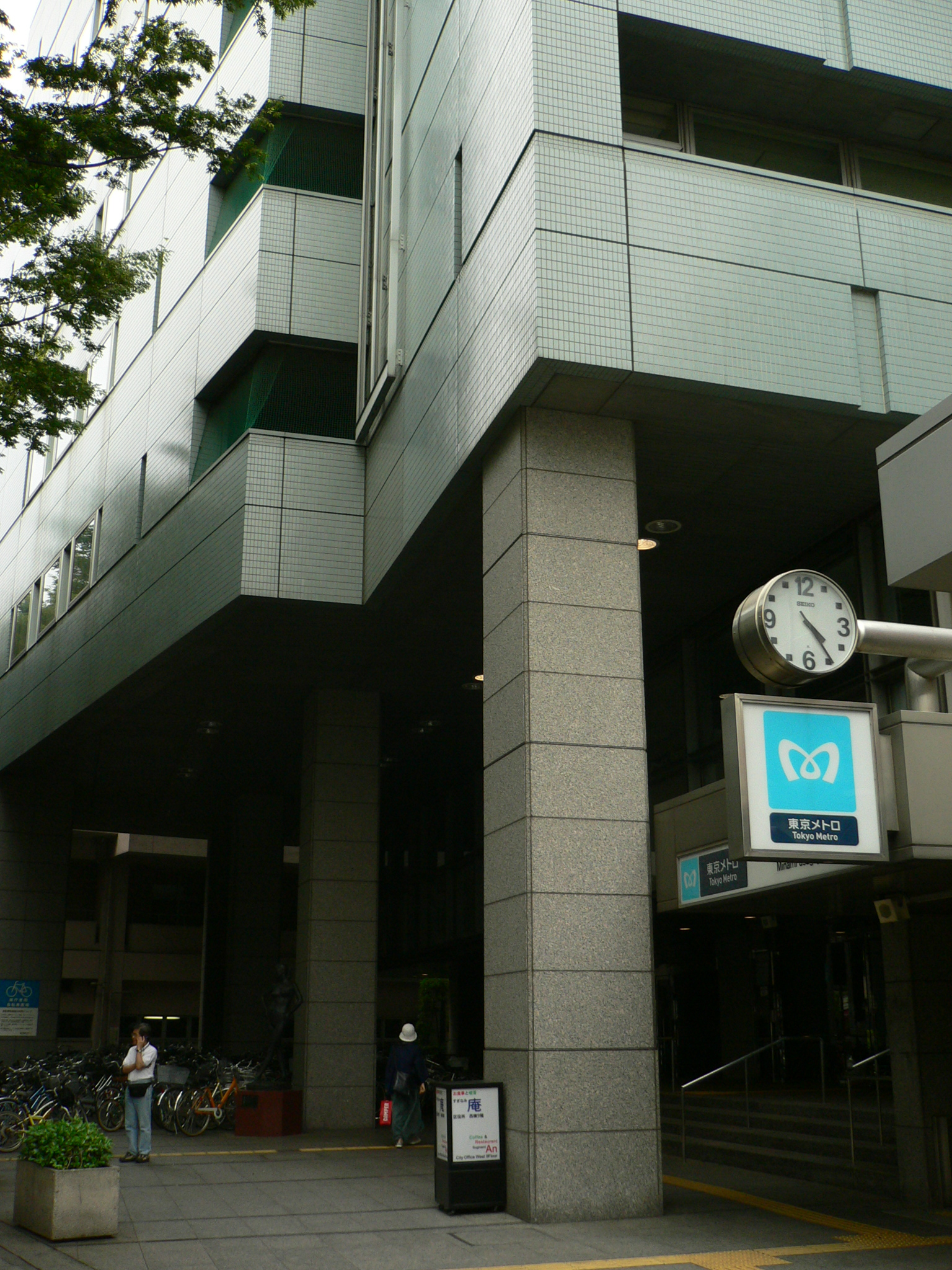
Station de Minami-Asagaya.

  - lignes Chūō et Chūō-Sōbu : gares de Kōenji, Asagaya, Ogikubo et Nishi-Ogikubo ;

- Keiō :
  - ligne Keiō : gare de Hachimanyama ;
  - ligne Inokashira : gares de Eifukuchō, Nishi-Eifuku, Hamadayama, Takaido, Fujimigaoka et Kugayama ;

- Seibu :
  - ligne Shinjuku : gares de Shimo-Igusa, Iogi et Kami-Igusa ;

- Tokyo Metro :
  - ligne Marunouchi : stations d’Ogikubo, Minami-Asagaya, Shin-Kōenji et Higashi-Kōenji.